# 多西號驅逐艦 (DD-117)
多西號驅逐艦（舷號DD-117）是一艘美國海軍建造的驅逐艦，為維克斯級驅逐艦的43號艦。她是美軍第一艘以登特為名的軍艦，以紀念第一次巴巴里戰爭時期的海軍軍官約翰·多西（John Dorsey）。
多西號在1917年於克雷普父子造船廠開始建造，在1918年下水服役，其時第一次世界大戰已即將結束。接著多西號被派往愛爾蘭海域護航商船。戰後多西號分別在地中海、大西洋及亞洲艦隊執勤，於1923年退役。1930年多西號重返現役，主要用作高速拖船。1940年多西號改裝為掃雷艦，派駐太平洋艦隊。珍珠港事件時，多西號正跟隨第2特遣艦隊航行在外。太平洋戰爭期間，多西號先後參與瓜島戰役、所羅門群島戰役、雷伊泰島戰役、仁牙因灣戰役、硫磺島戰役及沖繩戰役。1945年多西號曾遭神風特攻隊自殺飛機擊傷，復修後不久重返戰場。戰後多西號因颱風而在沖繩擱淺，在1945年底退役，最初在1946年被美軍炸毀艦體處置。
多西號在第二次世界大戰共獲得六枚戰鬥之星。